# بلیلی
بلیلی الهه‌ای بین‌النهرینی بود.

## شخصیت
بلیلی در متن‌های بین‌النهرین دو جایگاه متفاوت دارد: یکی از خواهران دوموزید و نیز در مقام خدایی ازلی که در میان اجداد آنو برشمرده می‌شود. اندرو ر. جرج و ویلفرد لمبارت، خواهر دوموزی و نیای آنو را یک الهه در نظر می‌گیرند.

## پرستش
بلیلی معمولا همراه با دوموزید پرستش می‌شد.

## اساطیر
بلیلی در تعدادی از متن‌های ادبی مربوط به مرگ دوموزی گواهی شده است.